# Secteur pavé d'Artres à Quérénaing
Le secteur pavé d'Artres à Quérénaing est situé sur les communes d'Artres et de Quérénaing. Il est emprunté lors de la course cycliste Paris-Roubaix. Il a été emprunté pour la première fois en 2005, une seconde fois en 2021 puis en 2024. Il est classé 3 étoiles de difficulté pour une longueur de 1 300 m. 

## Description
Le secteur est situé sur la D59, rue Tappage à Artres et rue d'Artres à Quérénaing.
L’entrée se fait à la sortie d'Artres, après la ligne de chemin de fer, avec une montée jusqu'au milieu du secteur, matérialisé par l'intersection avec le chemin du Cateau (anciennement route de Valenciennes), puis passe devant l'élevage de chiens et redescend jusqu'à Quérénaing.
Il est rendu célèbre lors de l'édition 2021, décalée au mois d'octobre, avec une importante flaque d'eau à l'entrée du secteur.
Lors de son passage, il est suivi par le secteur de Secteur pavé de Quérénaing à Maing long de 2500 mètres, ce qui permet une longueur de 3800 m de pavés sur un tronçon de 4500m au total.

## Caractéristiques
- Longueur : 1 300 mètres
- Difficulté : 3 étoiles

## Sources
Les amis de Paris Roubaix